# Carska faworyta
Carska faworyta — polski melodramat filmowy z 1918 roku w reżyserii Aleksandra Hertza. Obraz został nagrany w wersji niemej. Nie zachował się do dziś.

## Fabuła
Fabuła filmu ogniskuje się wokół romansu, jaki połączył carewicza oraz primabalerinę warszawskich teatrów. Tłem akcji są plenery Łazienek Królewskich w Warszawie, gdzie carski dwór zatrzymał się w drodze do Spały.

## Obsada
- Halina Bruczówna - Matylda Krzesińska
- Józef Węgrzyn - carewicz Mikołaj
- Władysław Walter – car
- Iza Kozłowska - caryca
- Stanisław Knake-Zawadzki - Konstanty Pawłowicz
- Paweł Owerłło - ojciec Matyldy
- Wanda Szymborska - matka Matyldy
- Jerzy Leszczyński - minister Woroncow
- Helena Sulima - książna Szujska
- Witold Kuncewicz - medyk Lajb, lekarz nadworny
- Maria Hryniewicz